# Кох Альфред Рейнгольдович
Альфре́д Рейнгольдович Кох (28 лютого 1961 , Алтай, Східноказахстанська область ) — колишній російський державний діяч. У 1990-х роках був головою Держкоммайна Росії та заступником голови уряду Російської Федерації, з 2014 року проживає у Німеччині.
Підтримав Україну та розкритикував дії Володимира Путіна за російське вторгнення в Україну в 2022 році.

## Біографія
Народився 28 лютого 1961 року в місті Зиряновську Казахської РСР. Його батько, Рейнгольд Давидович Кох (1935—2008) — російський німець, народився в німецькій колонії Міхаельсфельд (нині село Джигинка Анапського району Краснодарського краю), в 1941 був висланий разом із сім'єю на спецпоселення в Зирянівський район. Його дід по батькові — Давид Карлович Кох, сільський коваль, бабуся — Августина Рудольфівна Кох (до шлюбу Бухман). Мати Ніна Георгіївна — росіянка. Його дід по матері, Георгій Федорович Карпов, пішов на війну влітку 1941 року, служив сапером, був тяжко поранений під Ростовом у 1942 році, став інвалідом першої групи. Його бабуся, Валентина Петрівна Карпова, мала медаль «За доблесну працю у Великій Вітчизняній війні», працювала в тилу, маючи трьох малих дітей. Під час початку будівництва Волзького автозаводу його батьки переїхали з Казахстану до Тольятті. Батько працював начальником Управління суміжних виробництв — структури, яка займалася всіма деталями, що комплектують. Пізніше був директором власної дилерської автомобільної компанії «Автоблок» у Тольятті.
У 1978 році Альфред Кох закінчив школу в Тольятті.
1983 року закінчив Ленінградський фінансово-економічний інститут за спеціальністю «економічна кібернетика».
У 1987—1988 роках — молодший науковий співробітник ЦНДІ конструкційних матеріалів «Прометей». У 1988—1990 роках — асистент кафедри економіки та управління радіоелектронним виробництвом Ленінградського політехнічного інституту.
1987 року захистив кандидатську дисертацію на тему «Методи комплексної оцінки територіальних умов розміщення промислових об'єктів».
1990 року обраний головою виконкому Сестрорєцької районної Ради народних депутатів Ленінграда. З 1991 року працював заступником виконавчого директора територіального фонду держмайна у Санкт-Петербурзі. У 1992—1993 роках — заступник голови комітету з управління майном Санкт-Петербурга.
З серпня 1993 по 1995 роки — заступник голови Державного комітету Російської Федерації з управління державним майном (Держкоммайно). Курирував проведення приватизації. Відповідав за проведення заставних аукціонів. 15 березня 1995 року став першим заступником голови Держкоммайна Росії.
Під час президентських виборів 1996 року офіційно не входив до команди Бориса Єльцина, але неформально брав участь у передвиборчій боротьбі. Зокрема, лобіював якнайшвидше звільнення Аркадія Євстаф'єва та Сергія Лісовського після їх затримання під час скандалу з коробкою з-під ксероксу.
З 12 вересня 1996 року по 13 серпня 1997 року — голова Держкоммайна Росії.
Альфред Кох був прихильником масштабної приватизації держмайна. У 1996 році він заявив інтерв'ю телеканалу НТВ: «Я вважаю, що держава не повинна мати власності. У держави не має бути економічних інтересів, вони існують лише як сукупність економічних інтересів громадян».
З 17 березня по 13 серпня 1997 — заступник голови Уряду Російської Федерації . Пішов з посади у зв'язку з так званою " справою письменників ", за якою на Коха прокуратурою Москви було заведено кримінальну справу про зловживання посадовими повноваженнями. У грудні 1999 року справу було припинено за амністією.
1 вересня 1997 року обійняв посаду голови Ради директорів керуючої компанії «Montes Auri» (провідний оператор на ринку цінних паперів).
З 10 червня 2000 року по жовтень 2001 року — генеральний директор холдингу «Газпром-Медіа».
3 квітня 2001 року призначений головою ради директорів телеканалу НТВ, який переходив під контроль держави. У вересні 2001 року Альфред Кох провів там два перші випуски телегри «Жадібність» (рос. «Алчность»), але потім був змушений передати своє місце новому ведучому Ігорю Янковському через щільний графік на телеканалі НТВ, де Кох займав крісло віце-директора телеканалу.
26 лютого 2002 року обраний представником Законодавчого зібрання Ленінградської області у Раді Федерації. 23 квітня того ж року добровільно склав із себе повноваження через те, що результати голосування депутатів з його кандидатури були оскаржені в суді з ініціативи обласного прокурора.
В 2003 був керівником передвиборного штабу «Союзу правих сил». Разом із Юрієм Гладковим очолював петербурзький список партії на виборах до Державної думи.
У 2004—2005 роках був виданий цикл книг «Ящик горілки», написаний спільно з журналістом Ігорем Свинаренком. У 2006 році «Скринька горілки» була номінована на премію «Велика книга».
У 2008 році спільно з істориком та демографом Павлом Поляном виступив упорядником збірки «Заперечення заперечення». У книзі, що увібрала великий набір фактичних і статистичних матеріалів щодо Голокосту, висловлюється позиція, що заперечення Голокосту — не просто фальсифікація історії, а й небезпечний геополітичний проект.
У 2013 році спільно з Петром Авеном випустив книгу «Революція Гайдара: Історія реформ 1990-х з перших рук» — збірка інтерв'ю з політичними діячами Росії. Критики відзначили відвертий та неформальний стиль більшості інтерв'ю. Книга увійшла в лонг-лист премії «Просвітитель».
В 2015 році Альфред Кох переїхав на постійне місце проживання до Німеччини, проживає в місті Розенгаймі (Баварія) . Займається невеликим бізнесом у сфері нерухомості та будівництва. У серпні 2015 року, на честь дня незалежності України, поклав квіти до могили лідера ОУН Степана Бандери, що викликало резонанс у Росії . За віросповіданням — протестант.
Підтримав Україну та розкритикував дії Володимира Путіна за російського вторгнення в Україну. Він вважає, що війна, ставши позиційною, пішла по найгіршому сценарію для Росії. Армії РФ тепер не під силу зламати українську оборону. Однак, Кох упевнений, що виводити свою армію президент РФ Володимир Путін зараз не буде, а намагатиметься завдати Україні найбільших збитків. Агресор переходить до стратегії довгої облоги, ізмору: «З кожним днем Україна стає все сильнішою та сильнішою. А Путін — все слабшим… Настане момент, коли шальки терезів схилиться на користь України» — констатував Кох.
В інтерв'ю виданню «Гордон» Альфред Кох заявив, що російські військовослужбовці Росгвардії — контрактники не хочуть, щоби їх відправляли воювати проти України. Вони щосили б'ють демонстрантів, бо що «сильніше вони їх б'ють, що більше вони зображають вірність короні, то менше шансів, що їх відправлять на фронт. А на фронт не хочеться. Там укри страшні, вони зроблять бо-бо…».

## Благодійна діяльність
Ініціатор заснування та Благодійник премії імені професора Б. Л. Овсійовича, учнем якого був Кох.
Благодійник Фонду підтримки освіти та науки (Алферівського фонду).

## Кримінальне переслідування
8 квітня 2014 року Альфред Кох написав у своєму Facebook, що проти нього в Росії порушено кримінальну справу за статтею «Контрабанда» і веде його «слідча бригада ФСБ з 15 осіб плюс фіззахист плюс оперативники»; також він повідомив, що до його дружини вже приїжджали з обшуками. У зв'язку з цими подіями Альфред Кох називає себе нев'їзним до Росії. Приводом для звинувачення у контрабанді стало те, що Кох хотів вивезти до Німеччини картину художника Ісаака Бродського. За словами адвоката, за результатами проведеної раніше експертизи полотно названо підробкою вартістю 18 тисяч рублів — на цю суму він її й задекларував, проте митники вважали, що цей справжній витвір мистецтва і коштує набагато більше, звинуватили його в контрабанді, проте відпустили до Німеччини, після чого порушили кримінальну справу . Нова експертиза підтвердила справжність картини, яка оцінюється наслідком (за словами Коха) в 11 разів дорожче за задекларовану вартість.
На думку колишніх соратників Альфреда Коха, причиною порушення кримінальної справи стали попередні пости Коха у Facebook з критикою на адресу нинішньої влади РФ. При цьому його колишній колега припустив, що «до гіршого, тобто арешту, не дійде», оскільки «є домовленість 1999 року, за якою Анатолія Чубайса, Олександра Волошина та їхніх людей не чіпають. Щоправда, зараз все можливе. Могли і цю домовленість переглянути».
У лютому 2016 року слідство пред'явило Коху заочне звинувачення за ч. 1 ст. 226.1 КК РФ («контрабанда культурних цінностей»), крім того, екс-чиновник був оголошений у міжнародний розшук . 16 лютого Мосміськсуд відхилив апеляційну скаргу захисту колишнього віце-прем'єра російського уряду . При цьому сам Кох наступного дня заявив виданню Deutsche Welle, що відомості про оголошення його в міжнародний розшук не відповідають дійсності. У квітні 2017 року, за інформацією адвоката, Інтерпол відмовився оголошувати Коха у міжнародний розшук.

## Родина
Дочка Ольга Кох, 1993 р. народження, живе в Англії, навчалася у школі в Сурреї, нині стендап-комікеса і використовує у шоу історію своєї сім'ї.

## Нагороди
- Подяка Президента Російської Федерації (10 березня 1995 року) — за заслуги перед державою, пов'язані з завершенням першого етапу чекової приватизації[36].